# Microlicia inquinans
Microlicia inquinans är en tvåhjärtbladig växtart som beskrevs av Charles Victor Naudin. Microlicia inquinans ingår i släktet Microlicia och familjen Melastomataceae. Inga underarter finns listade i Catalogue of Life.